# Stanisław Tym
Stanisław Alekszij Tym (Gmina Małkinia Górna, 1937. július 17. – 2024. december 6.) lengyel színész, humorista, újságíró, forgatókönyvíró, rendező, színpadi szerző. 

## Pályája
Főszereplőként Stanisław Bareja számos filmjében szerepelt, nagy hírnevet szerzett Marek Piwowski kultikus filmjében, a Rejs-ben (The Cruise) nyújtott alakításával. Az 1990-es években a népszerű lengyel hírmagazin, a Wprost, később a Rzeczpospolita újságnál dolgozott, 2007-től pedig a Polityka rovatvezetője volt.
Számos díjat nyert, köztük 1998-ban, a legjobb rovatvezető lett.
2024. december 6-án halt meg, 87 évesen. 

## Munkái

### Rendezőként
- Rozmowy przy wycinaniu lasu (1998)
- Dick (Ryś (film), (2007)

### Forgatókönyvíróként
- Brunet Will Call (Brunet wieczorową porą, 1976)
- Mit fogsz csinálni, ha elkapsz? (Co mi zrobisz, jak mnie złapiesz?, 1978)
- Teddy Bear (Miś, 1980)
- Kontrollált hívások (Rozmowy kontrolowane, 1991)
- Rozmowy przy wycinaniu lasu (1998)
- Ryś (2007)

### Színészként
- Octopus Cafe (Cafe Pod Minogą, 1959) – Partizán
- Senki sem hív (Nikt nie woła, 1960)
- Kwiecień (1961) – orvos
- Pingvin (Pingwin (film), 1965) – Osetnik
- Walkower (Walkower (film), 1965)
- Barrier (Bariera (Film), 1966) – Pincér
- Párizs – Varsó útlevél nélkül (Paryż – Warszawa bez wizy (Film), 1967) – Amerikai katona
- Lyuk a földön (Dziura w Ziemi (film), 1970) – a tudományos vita tagja
- The Cruise (Rejs (film), 1970) – utasszállító/politikai kulturális attasé
- Polgári, a rendőrkutya (Przygody psa Cywila (film), 1971) – Tolvaj
- A dzsungel szabálykönyve (Nie ma róży bez ognia, 1974) – Zenek
- Czterdziestolatek (A negyvenéves) (Czterdziestolatek, 1974–1977) – Építőipari munkás
- Niespotykanie spokojny człowiek (Hihetetlenül békés ember) (Niespotykanie spokojny człowiek (Film), 1975) – Kapitány
- Az árnyékvonal (Smuga cienia (Film), 1976) – Jacobus
- Mit fogsz csinálni, ha elkapsz? (Co mi zrobisz, jak mnie złapiesz?, 1978) – Dudała / Szymek
- Teddy Bear (Miś, 1980) – Ryszard Ochódzki / Stanisław Paluch
- A világok háborúja: Következő század (Wojna światów – Następne stulecie, 1981) – Titkos ügynök
- Ellenőrzött hívások (Rozmowy kontrolowane, 1991) – Ryszard Ochódzki
- Agata elrablása (Uprowadzenie Agaty, 1993) – Hajléktalanok
- Rozmowy przy wycinaniu lasu (1998)
- Czy można się przysiąść (1999)
- Baśń o ludziach stąd (2003)
- The Incredibles (Iniemamocni, 2003) – Gilbert Huph (lengyel nyelvű változat)
- Dick (Ryś (Film), 2007) – Ryszard Ochódzki
- Niania (2008) – Czesław
- Csak a szerelem (Tylko miłość, 2008) – Sztern úr

## Külső hivatkozások
- Stanisław Tymről – Filmweb.pl
- Stanislaw Tym az Internet Movie Database oldalon (angolul)